# جایزه بزرگ موناکو ۱۹۶۱
جایزه بزرگ موناکو ۱۹۶۱ (انگلیسی: ‎1961 Monaco Grand Prix‎) یک مسابقهٔ موتوری در رشتهٔ اتومبیل‌رانی فرمول یک بود که در تاریخ ۱۴ مهٔ ۱۹۶۱ در پیست موناکو واقع در مونت‌کارلو، موناکو برگزار شد. این گراند پری در میان ۸ گراند پری در فصل ۱۹۶۱، مسابقهٔ شمارهٔ ۱ بود.
در این مسابقه که در ۱۰۰ دور و به مسافت ۳۱۴٫۵ کیلومتر (۱۹۵٫۴۲۱ مایل) برگزار شد، پول پوزیشن توسط استیرلینگ ماس کسب شد و سریع‌ترین زمان برای طی یک دور پیست که برابر با ۱:۳۶٫۳ بود نیز به‌طور مشترک توسط ریچی گینتر و استیرلینگ ماس به ثبت رسید.
استیرلینگ ماس از تیم لوتوس-کلیمکس، ریچی گینتر از تیم فراری و فیل هیل از تیم فراری به‌ترتیب مقام‌های اول تا سوم مسابقه را کسب کردند.

## رده‌بندی قهرمانی پس از مسابقه
| جایگاه | راننده            | امتیاز |
| ------ | ----------------- | ------ |
| ۱      | استیرلینگ ماس     | ۹      |
| ۲      | ریچی گینتر        | ۶      |
| ۳      | فیل هیل           | ۴      |
| ۴      | ولفگانگ فون تریپس | ۳      |
| ۵      | دن گرنی           | ۲      |
| منبع:  |                   |        |

| جایگاه | سازنده       | امتیاز |
| ------ | ------------ | ------ |
| ۱      | لوتوس-کلیمکس | ۸      |
| ۲      | فراری        | ۶      |
| ۳      | پورشه        | ۲      |
| ۴      | کوپر-کلیمکس  | ۱      |
| منبع:  |              |        |

یادداشت
- تنها پنج جایگاه نخست از هر رده‌بندی نمایش داده شده‌است.